# Karin Schneider

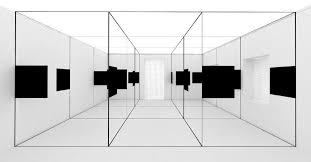
Exposição Situational Diagram, produzida por Schneider

Karin Schneider (nascida em 1970) é uma artista estadunidense e brasileira. Ela nasceu no Brasil.
Schneider vive e trabalha em Nova York desde outubro de 1996. Em 1997, Schneider e o artista Nicolás Guagnini criaram uma empresa de cinema experimental chamada Union Gaucha Productions. Seu primeiro filme Phantom Limb, feito em 1997, é um documentário de ficção, de tem 30 minutos de 16 mm, que traça através de analogias formais a história da arte concreta da Argentina e do Brasil, do neoconcretismo do Brasil e do unicismo da Polônia.
A obra de Schneider tem um forte impulso lúdico e às vezes convida o público a inverter a lógica do objeto de arte trazendo funcionalidade a ele. Seus modelos de arquitetura foram transformados de forma crítica em aparatos domésticos, suas pinturas a óleo tornaram-se exposições para projeções. Sempre há um programa inserido em suas instalações para conectar a obra com o presente e com a realidade fora do espaço expositivo.